# Coppa dell'Associazione calcistica degli Emirati Arabi Uniti 1999-2000
La  UAE FA Cup 1999-2000  è stata vinta dall'Al-Nasr.

## Semifinali
|  | Al-Ain | 0 – 4 | Al-Wahda |  |

|                                              | Al-Wasl              | 0 – 0 | Al-Nasr |  |
| \| \| \| \| \| \| Tiri di rigore 3 – 4 \| \| |                      |       |         |  |
|                                              |                      |       |         |  |
|                                              | Tiri di rigore 3 – 4 |       |         |  |

## Finale
| Al Ain | Al-Nasr | 3 – 2 | Al-Wahda | Al-Qattara Stadium |